# Matteo Villani
Matteo Villani (Florencia, 1283-ibídem, ¿12 de julio? de 1363) fue un historiador y escritor italiano. 

## Biografía
Continuador de la Nuova Cronica de su hermano Giovanni, muerto en 1348 de peste, nació en Florencia a finales del siglo XIII. Las noticias sobre su vida son escasas: se sabe que, como su hermano, estuvo asociado a los Buonaccorsi, de los que fue representante en Nápoles. Murió también en una epidemia de peste, en el 1363. Su obra, compuesta de once libros, fue brevemente continuada por su hijo Filippo.